# ニューブローンフェルズ (テキサス州)
ニューブローンフェルズ（英: New Braunfels、[ˌnjuː ˈbrɔːnfəlz] ( 音声ファイル)）は、アメリカ合衆国テキサス州の都市。コマール郡の郡庁所在地である。市域の一部はグアダルーペ郡に跨る。人口は9万0403人（2020年）。サンアントニオ都市圏に含まれる。
市名の「ブローンフェルズ」という言葉はドイツ語で「褐色の岩」を意味しており、ドイツのヘッセン州にあるブラウンフェルス町から名付けられた。町にはドイツ系アメリカ人が多い。19世紀には、英語を話す人であっても町の名をNeu-Braunfels（英語のNewではなく、ドイツ語でこれに相当するNeu）と綴ることが多かった。

## 初期の歴史

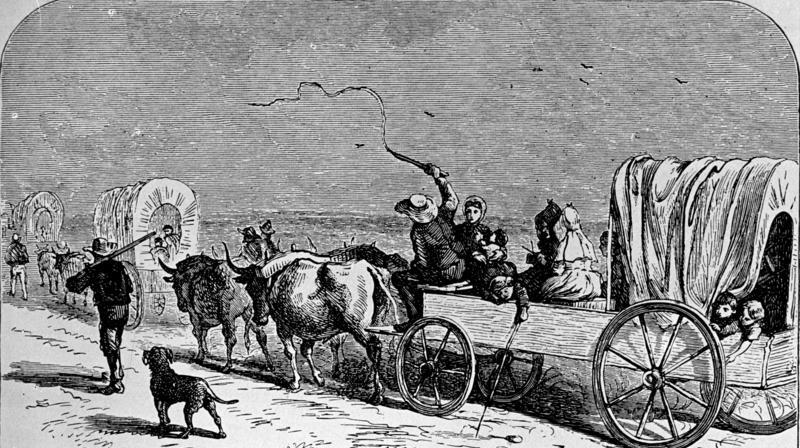
ニューブローンフェルズに向かうドイツ系移民、1844年

ニューブローンフェルズの町は1845年にテキサス共和国から入植の権利を得た"アーデルスフェアアイン"（Mainzer Adelsverein at Biebrich am Rhein、ドイツ移民保護協会）の総支配人になったヘッセンのゾルムス＝ブラウンフェルス家の貴族で軍人のカール・ツー・ゾルムス＝ブラウンフェルス（Carl zu Solms-Braunfels、以後プリンス・カールと称する）が開拓した。プリンス・カールその故郷であるゾルムス＝ブラウンフェルスから町の名前を付けた。
アーデルスフェアアインはテキサスに入植するためにドイツで数百人の人々を組織した。ドイツからの移民は1844年7月にガルベストンに到着し始めた。その大半は12月に船でインディアノーラに移動し、プリンス・カールが購入していたフィッシャー＝ミラー払い下げ地に陸路向かい始めた。開拓者たちは冬になる前にさらに内陸で家を建てたり作物を植えたりする時間が無いであろうことを認識したジョン・コフィー・ヘイズの勧めで、グアダルーペ川に沿って内陸に移動しているときに、コマール・スプリングス近くで停まった。プリンス・カールがラファエル・ガルサとマリア・アントニオ・ベラメンディから2リーグ (46 km2) の土地を1,111ドルで購入した。
その土地はサンアントニオの北東、エル・カミノ・レアル・デ・ロス・テハス沿いにあり、ドイツ人が到着した時は「ラス・フォンタナス」と呼ばれていた清水が多量にあふれ出るコマール泉があった。そこはインディアノーラとフィッシャー＝ミラー払い下げ地下流部のほぼ中間にあった。最初の開拓者たちは1845年3月21日（聖金曜日）に、現在のファウスト通り橋近くでグアダルーペ川を渉った。
1845年春の間に、開拓者たちはアーデルスフェアアインの土木技師ニコラウス・ツィンクが名付けた砦「ツィンケンブルク」を建設し、土地を分割し、家を立て、作物を植え始めた。プリンス・カールも移民協会の恒久的砦と町の中心であるゾフィーエンブルクのために礎石を据えた。
プリンス・カールは1844年に植民地の計画に大層失望したので、協会に総支配人から外し、後継者を指名してくれるよう求めていた。ジョン・O・モイゼバッハが到着したとき、プリンス・カールには事業経験がなく、会計記録を維持することを拒んでいたこともあり、財政状態は混乱していた。アーデルスフェアアインは貴族の組織であり事業運営のための実務的経験が無かったので、ある程度そのような財政状態になった。協会は地球の反対側にあり、プリンス・カールとモイゼバッハが扱っている状況を目撃していなかった。ヘンリー・フランシス・フィッシャーは協会が前もって彼に渡した金で交通費や物資を供給しいなかった。モイゼバッハはガルベストンで、ドイツに戻ろうとして料金が払えないために当局に拘束されていたプリンス・カールを見つけた。モイゼバッハが負債を支払ったので、プリンス・カールは出発できた。
モイゼバッハは、プリンス・カールが入るべき港として不適切なカールスハーフェンを選択したこと、またニューブローンフェルズへの孤立した経路はドイツ人がアメリカ人と交わらないよう慎重に選ばれていたことが分かった。ニコラウス・ツィンクに拠れば、プリンス・カールは、密かに移民を誘導し軍事的要塞に入れることでドイツの封建国を設立する計画だった。貴族の称号を放棄していたモイゼバッハは異なる方法を選び、協会の領土にアメリカ人も入植するようにした。

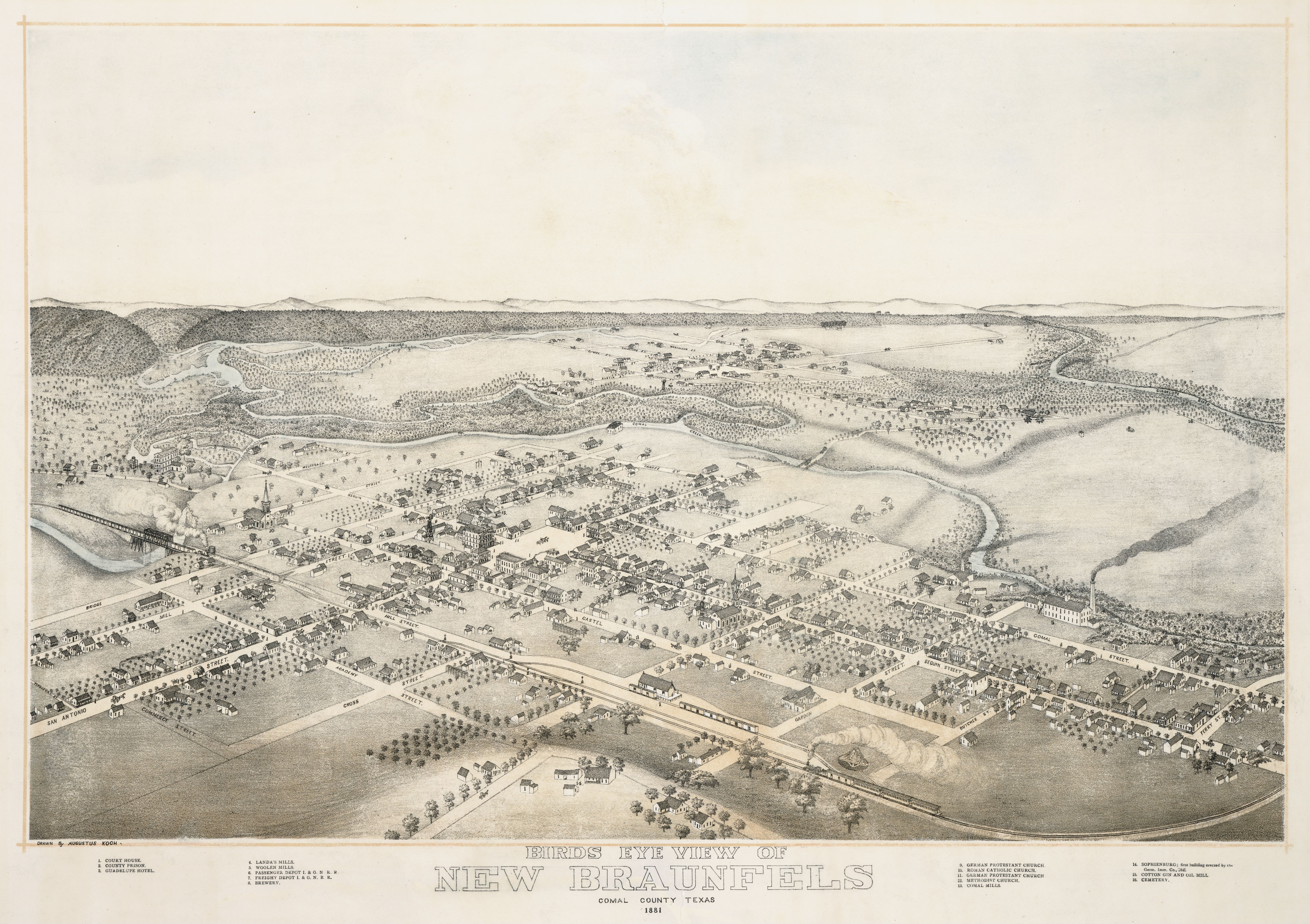
1881年の古地図

オーストリア帝国軍の士官だったプリンス・カールは、インディアノーラに画一化した軍隊を準備させていた。モイゼバッハはこの部隊をより必要とされる細かい仕事に宛てた。植民地の財政と事業はモイゼバッハが軌道に乗せた。開拓者には適切な食料と住まいを与えた。1845年8月11日、ハーマン・フリードリヒ・ゼーレがニューブローンフェルズのドイツ系英語学校で最初の教師になった。モイゼバッハは地元のインディアン、ウェーコ族とも良好な関係を築いた。ウェーコ族はモイゼバッハの赤っぽいブロンドの髪を見て、「マベクォシトム」すなわち「頭に燃える髪がある酋長」と呼んだ。
1846年5月、モイゼバッハはカステル伯爵から、4,304人の移民がテキサスに向かっているということを知らせる手紙を受け取った。資金も無く入るべき新しい開拓地も無かったので、大勢の移民はカールスハーフェンで立ち往生した。モイゼバッハは協会にさらに金を要求し、協会のために破産しかかっているという警告も何の結果も生まなかった。モイゼバッハは最後の手段としてD・H・クレーナーにドイツのニュースメディアに窮状についての記事を掲載するよう指示した。協会はこの記事に当惑し、6万ドルの信用状を発行した。この金額はテキサスにいるドイツ移民全体を支えるには不適切だったが、カステル伯爵も特別支配人としてフィリップ・カッペスを派遣して状況を観察させた。カッペスはカステルから、モイゼバッハを監視し、毎日詳細を報告するよう指示を受けてもいた。カッペスが1847年3月に出発する時までに、さらに20万ドルを送金するよう推奨していた。
カッペスはヘンリー・フランシス・フィッシャーをニューブローンフェルズに招いたが、フィッシャーは完全に協会を信用している訳ではなかった。1845年2月11日、フィッシャーは新しく到着した移民から、協会を離れるつもりであることと、フィッシャーの友人フリードリヒ・シューベルト、別名フリードリヒ・シュトルブバーグと提携するつもりであるという文書に署名を強制されていた。
モイゼバッハが1846年12月31日にフィッシャーを朝食に招待した時、カッペスは町に居なかった。町の周りにポスターが意味ありげに貼られて、「奴隷の操縦者モイゼバッハに呪いあれ」と書かれてモイゼバッハを中傷しており、「独裁者」から開拓者たちが自由になるよう駆り立てていた。ルドルフ・イオンスキが率いた集団がモイゼバッハの家に押し寄せ、開拓者のC・ハーバーが鞭を振り回した。ハーバーは、カステル伯爵が庇護を与えた偽造者とされる人物だった。モイゼバッハとハーバーは互いを毛嫌いしていた。
開拓者達は、モイゼバッハが総支配人を辞職し、フィッシャーに植民地を委ねることなど要求項目の一覧を持っていた。モイゼバッハは落ち着き払っていたが、集団は熱してきており、「彼を吊るせ!」と叫んだ。この推計120名の集団が解散した時、フィッシャーの姿はどこにも見つからなかった。同じ日の夜、別の集団が集まり、モイゼバッハの側に立つことを誓い、翌日には暴徒の行動を非難する決議案を成立させた。モイゼバッハ自身は1845年11月には既にテキサスを去ることを考えており、この時カステル伯爵に職を辞してドイツに帰るつもりだと手紙に書いていた。モイゼバッハはアーデルスフェアアインがその目的を達せられるような組織になっていないことを感じていた。暴徒がニューブローンフェルズを訪れた後、1847年1月23日にカステルにあてて、財政報告書を添えた辞表を再度提出した。

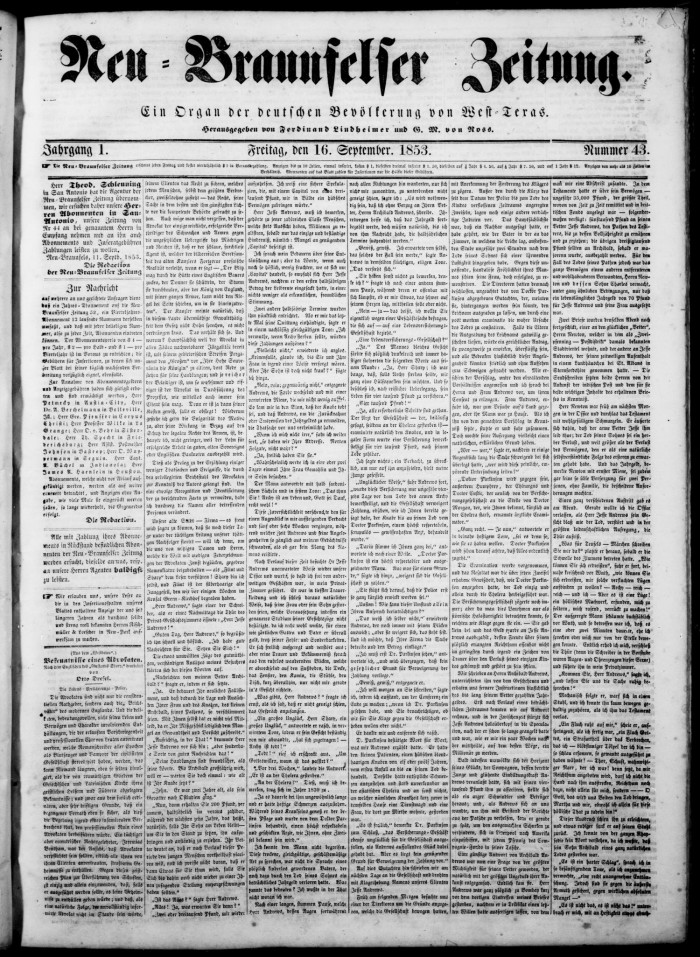
『ノイ＝ブラウンフェルザー・ツァイトゥング』の1面、1853年9月16日

モイゼバッハはトーリー兄弟と移民を内陸に運ぶよう手配していたが、アメリカ合衆国はトーリー兄弟を米墨戦争に使うために雇用していた。カールスハーフェンで髄膜炎が蔓延し始め、ニューブローンフェルズとフレデリックスバーグの移民の間に広がった。
モイゼバッハは町の財政を安定させ、開拓者たちにはさらに隣の町を建設するよう促した。これら二次的開拓地のうち最大のものが、ニューブローンフェルズから北西に80マイル (128 km) のフレデリックスバーグだった。
ニューブローンフェルズは繁栄を始め、1850年までに人口1,723日と、ガルベストン、サンアントニオ、ヒューストンに次いでテキサス州第4位の都市になっていた。1852年、新聞「ツァイトゥング」が発行され、ドイツ系テキサス人植物学者のフェルディナンド・リントハイマーが編集した。この新聞は現在「ヘラルド・ツァイトゥング」という名前で発行を続けている。

## 地理
ニューブローンフェルズは北緯29度42分7秒 西経98度7分26秒 / 北緯29.70194度 西経98.12389度 (29.702, -98.124) に位置している。サンアントニオからは北東に30マイル (48 km)、サンマルコスの南西19マイル (30 km)、オースティンの南西45マイル (72 km) の位置にある。
アメリカ合衆国国勢調査局に拠れば、市域全面積は29.4平方マイル (76.1 km2)であり、このうち陸地29.2平方マイル (75.8 km2)、水域は0.2平方マイル (0.4 km2)で水域率は0.51%である。
バルコーンズ断層に沿っており、テキサス・ヒル・カントリーがうねったプレーリーの土地と出逢う所にある。断層に沿っているので、コマール泉と呼ばれる一連のアルトワ式泉からコマール川に注いでいる。コマール川は市内を3マイル (5 km) 蛇行し、グアダルーペ川に注ぐので世界でも一番短い川の1つとして知られている。

### グリューネ
グリューネ、すなわちグリューネ歴史地区がニューブローンフェルズの市域内にある。開拓者エルンスト・グリューネとアントワネット・グリューネの息子達によって設立され、銀行、郵便局、学校、雑貨店、材木置き場、製粉所、ダンスホール、コットン・ジンがあった。当時の換金作物である綿花の俵を積み出すために2つの鉄道にも近かった。最も有名な象徴はダンスホールであり、当時の家族の楽しみだった。ワタミゾウムシの被害で綿花が生産できなくなったことや、1929年以後に銀行が倒産したために、商業活動は成長が鈍化した。この村は現在国定登録歴史地区であり、元の製粉所の廃屋で食事をしたり、グリューネホールで音楽の生演奏を楽しむことができる。ソフィーエンバーグ博物館と古文書館で町の研究もできる。

### 気候
ニューブローンフェルズは温暖湿潤気候であり、暑い夏と概して温暖な冬が特徴である。平均気温は夏の83 °F (27.8 C) から冬の 49 °F (9.4 C) まで変化する。
| ニューブローンフェルズの気候 | ニューブローンフェルズの気候 | ニューブローンフェルズの気候 | ニューブローンフェルズの気候 | ニューブローンフェルズの気候 | ニューブローンフェルズの気候 | ニューブローンフェルズの気候 | ニューブローンフェルズの気候 | ニューブローンフェルズの気候 | ニューブローンフェルズの気候 | ニューブローンフェルズの気候 | ニューブローンフェルズの気候 | ニューブローンフェルズの気候 | ニューブローンフェルズの気候 |
| 月                           | 1月                          | 2月                          | 3月                          | 4月                          | 5月                          | 6月                          | 7月                          | 8月                          | 9月                          | 10月                         | 11月                         | 12月                         | 年                           |
| ---------------------------- | ---------------------------- | ---------------------------- | ---------------------------- | ---------------------------- | ---------------------------- | ---------------------------- | ---------------------------- | ---------------------------- | ---------------------------- | ---------------------------- | ---------------------------- | ---------------------------- | ---------------------------- |
| 最高気温記録 °F （°C）       | 89 (32)                      | 98 (37)                      | 100 (38)                     | 105 (41)                     | 103 (39)                     | 110 (43)                     | 110 (43)                     | 110 (43)                     | 112 (44)                     | 100 (38)                     | 94 (34)                      | 91 (33)                      | 112 (44)                     |
| 平均最高気温 °F （°C）       | 62 (17)                      | 67 (19)                      | 74 (23)                      | 80 (27)                      | 86 (30)                      | 91 (33)                      | 95 (35)                      | 95 (35)                      | 90 (32)                      | 82 (28)                      | 71 (22)                      | 64 (18)                      | 79.8 (26.6)                  |
| 日平均気温 °F （°C）         | 49 (9)                       | 53 (12)                      | 60 (16)                      | 66 (19)                      | 74 (23)                      | 80 (27)                      | 83 (28)                      | 83 (28)                      | 78 (26)                      | 69 (21)                      | 59 (15)                      | 51 (11)                      | 67.1 (19.6)                  |
| 平均最低気温 °F （°C）       | 37 (3)                       | 41 (5)                       | 46 (8)                       | 53 (12)                      | 62 (17)                      | 68 (20)                      | 71 (22)                      | 70 (21)                      | 65 (18)                      | 55 (13)                      | 46 (8)                       | 39 (4)                       | 54.4 (12.6)                  |
| 最低気温記録 °F （°C）       | 2 (−17)                      | 8 (−13)                      | 17 (−8)                      | 29 (−2)                      | 37 (3)                       | 46 (8)                       | 59 (15)                      | 58 (14)                      | 43 (6)                       | 24 (−4)                      | 18 (−8)                      | 2 (−17)                      | 2 (−17)                      |
| 降水量 inch （mm）           | 1.88 (47.8)                  | 1.98 (50.3)                  | 2.04 (51.8)                  | 2.72 (69.1)                  | 5.01 (127.3)                 | 4.81 (122.2)                 | 1.99 (50.5)                  | 2.32 (58.9)                  | 3.46 (87.9)                  | 4.38 (111.3)                 | 2.71 (68.8)                  | 2.44 (62)                    | 35.74 (907.9)                |
| 出典：The Weather Channel    |                              |                              |                              |                              |                              |                              |                              |                              |                              |                              |                              |                              |                              |

## 人口動態
以下は2000年の国勢調査による人口統計データである。
| 基礎データ - 人口: 36,494 人 - 世帯数: 13,558 世帯 - 家族数: 9,599 家族 - 人口密度: 481.7人/km2（1,247.7 人/mi2） - 住居数: 14,896 軒 - 住居密度: 196.6軒/km2（509.3 軒/mi2） 人種別人口構成 - 白人: 84.30% - アフリカン・アメリカン: 1.37% - ネイティブ・アメリカン: 0.55% - アジア人: 0.58% - 太平洋諸島系: 0.03% - その他の人種: 10.93% - 混血: 2.24% - ヒスパニック・ラテン系: 34.52% | 年齢別人口構成 - 18歳未満: 25.7% - 18-24歳: 8.5% - 25-44歳: 28.4% - 45-64歳: 20.6% - 65歳以上: 16.9% - 年齢の中央値: 36歳 - 性比（女性100人あたり男性の人口） - 総人口: 91.9 - 18歳以上: 88.3 世帯と家族（対世帯数） - 18歳未満の子供がいる: 33.4% - 結婚・同居している夫婦: 55.4% - 未婚・離婚・死別女性が世帯主: 11.5% - 非家族世帯: 29.2% - 単身世帯: 24.8% - 65歳以上の老人1人暮らし: 12.0% - 平均構成人数 - 世帯: 2.60人 - 家族: 3.11人 | 収入と家計 - 収入の中央値 - 世帯: 40,078米ドル - 家族: 46,726米ドル - 性別 - 男性: 31,140米ドル - 女性: 23,235米ドル - 人口1人あたり収入: 18,548米ドル - 貧困線以下 - 対人口: 10.9% - 対家族数: 9.0% - 18歳未満: 14.9% - 65歳以上: 9.7% |

## レクリエーションと観光
ニューブローンフェルズの町は毎年11月にドイツスタイルの祭りであるヴルストフェスト（ソーセージ祭）を開催し、強いドイツの文化遺産を繋いでいる。毎年12月は歴史的中心街でヴァッサイルフェストを祝う。
夏には特に市内を流れる冷たい泉の川があるので、大勢の観光客を集めている。多くの世代の家族や大学生が毎夏、チュービングで何マイルも下流のグアダルーペ川やコマール川まで下っている。また初期のウォーターパークであるシュリッターバーン・ウォーターパーク・リゾートもある。アーネスト・アイケル・スケートパークは多くのスケート愛好家を集めている。

## メディア
現在刊行されている新聞「ヘラルド・ツァイトゥング」は元々「ザ・ヘラルド」（英語）と「ツァイトゥング」（独語）の新聞であり、「ツァイトゥング」はドイツ語で新聞という意味である。1967年に合併した。
もう一つ「NBシティズン」という新聞があり、その編集長が市政府の決定事項に反対していたために警察に睨まれていると心配を表明していた。
ラジオはAMとFM各1局がある。

## 著名な出身者
- チャールズ・デューク、宇宙飛行士、アポロ16号で月に行き、月面を歩いた[35]

## ギャラリー

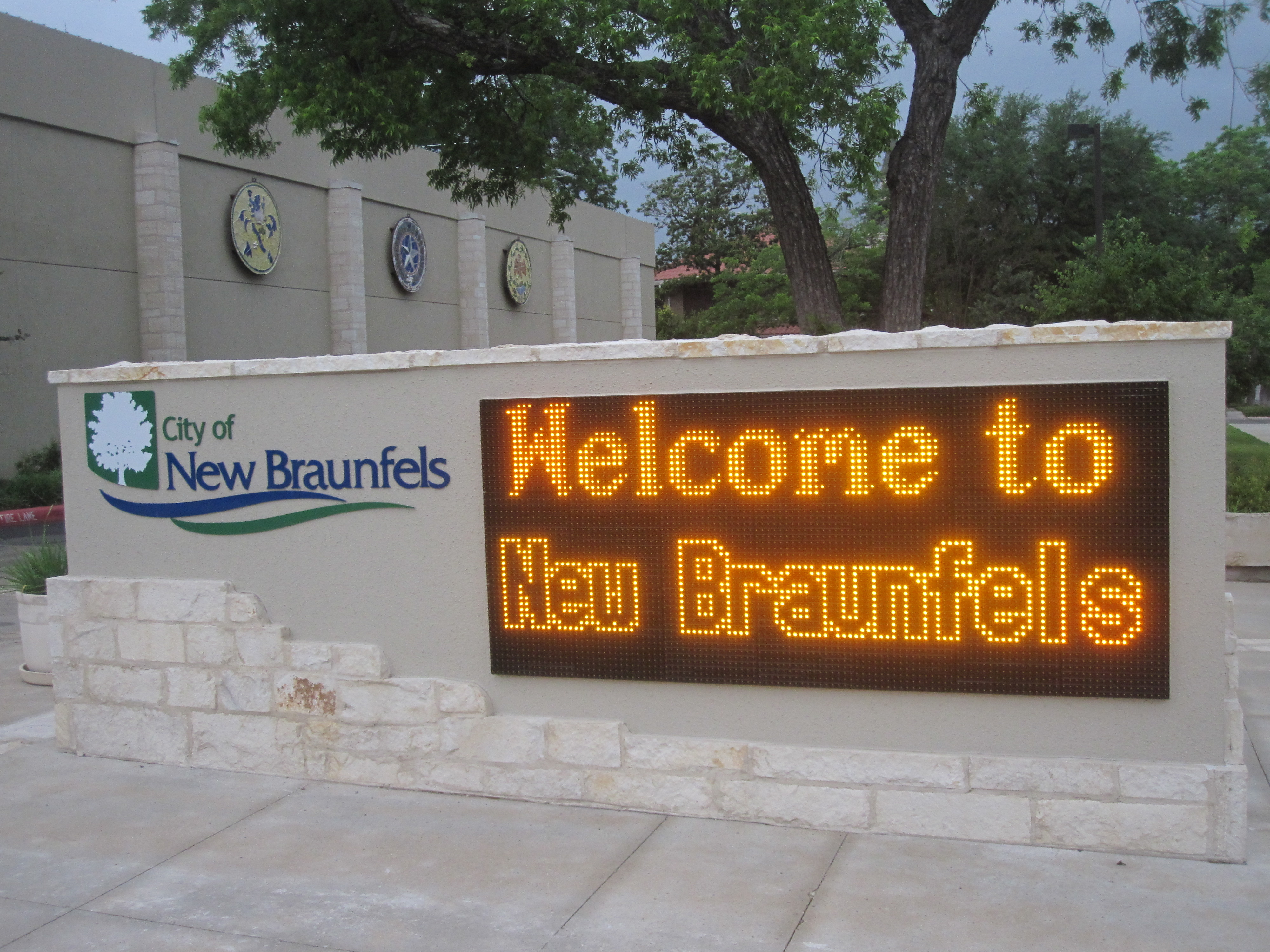
ニューブローンフェルズ会議場の歓迎看板
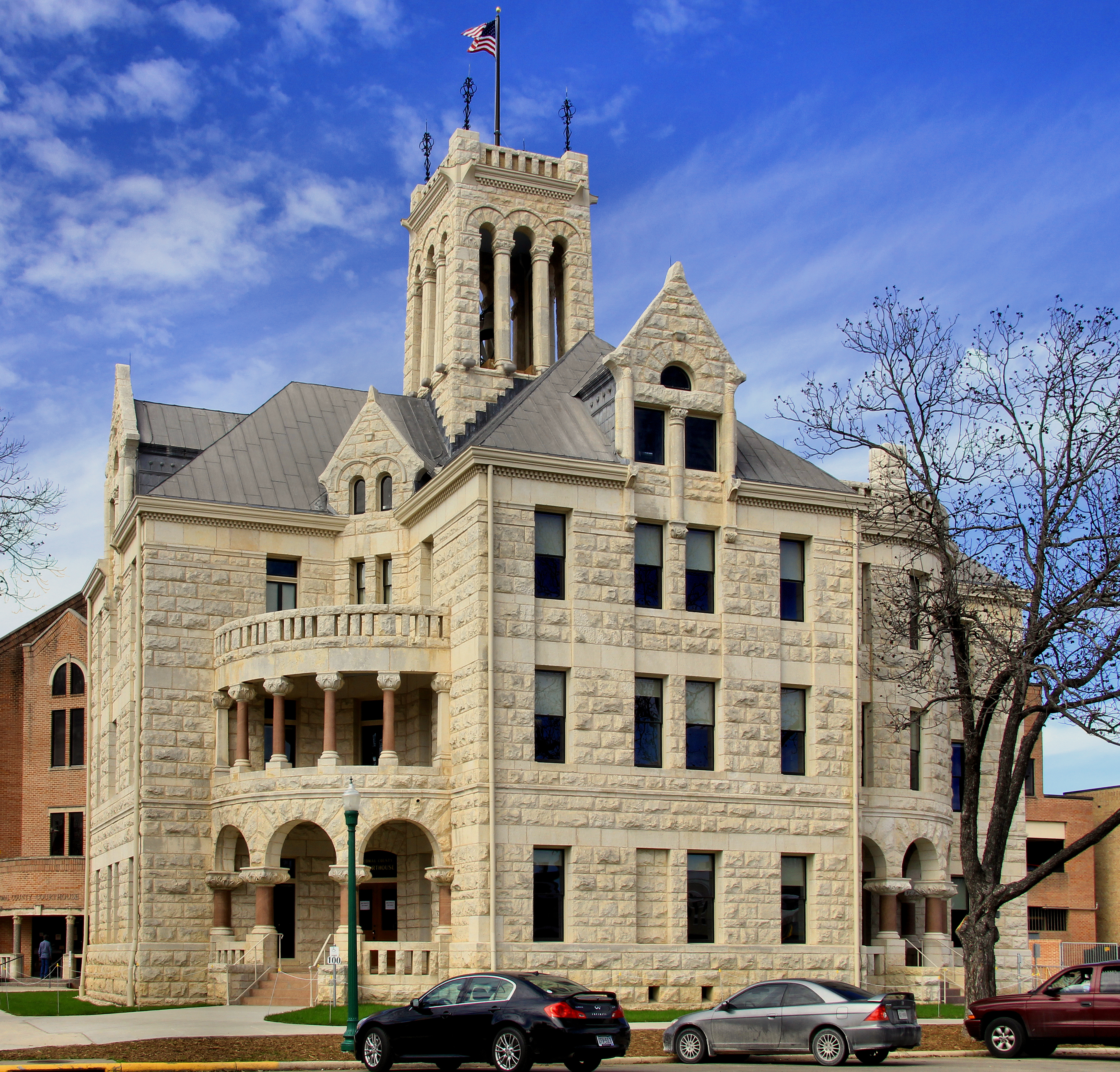
コマール郡庁舎、建築家J・リーリー・ゴードンがロマネスク復古調でデザインした
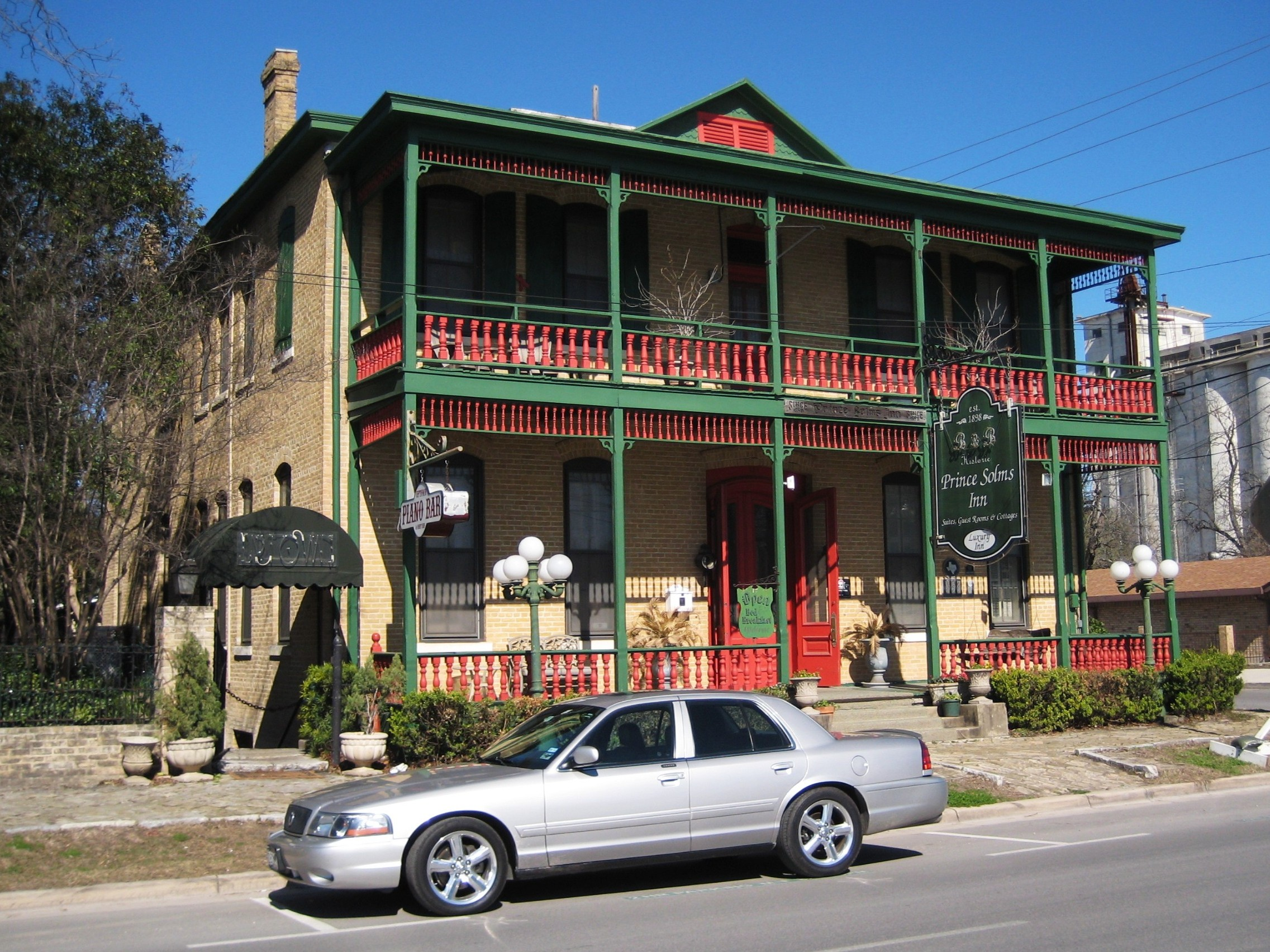
プリンス・ゾルムス・イン・ベッド・アンド・ブレックファスト、1898年建設
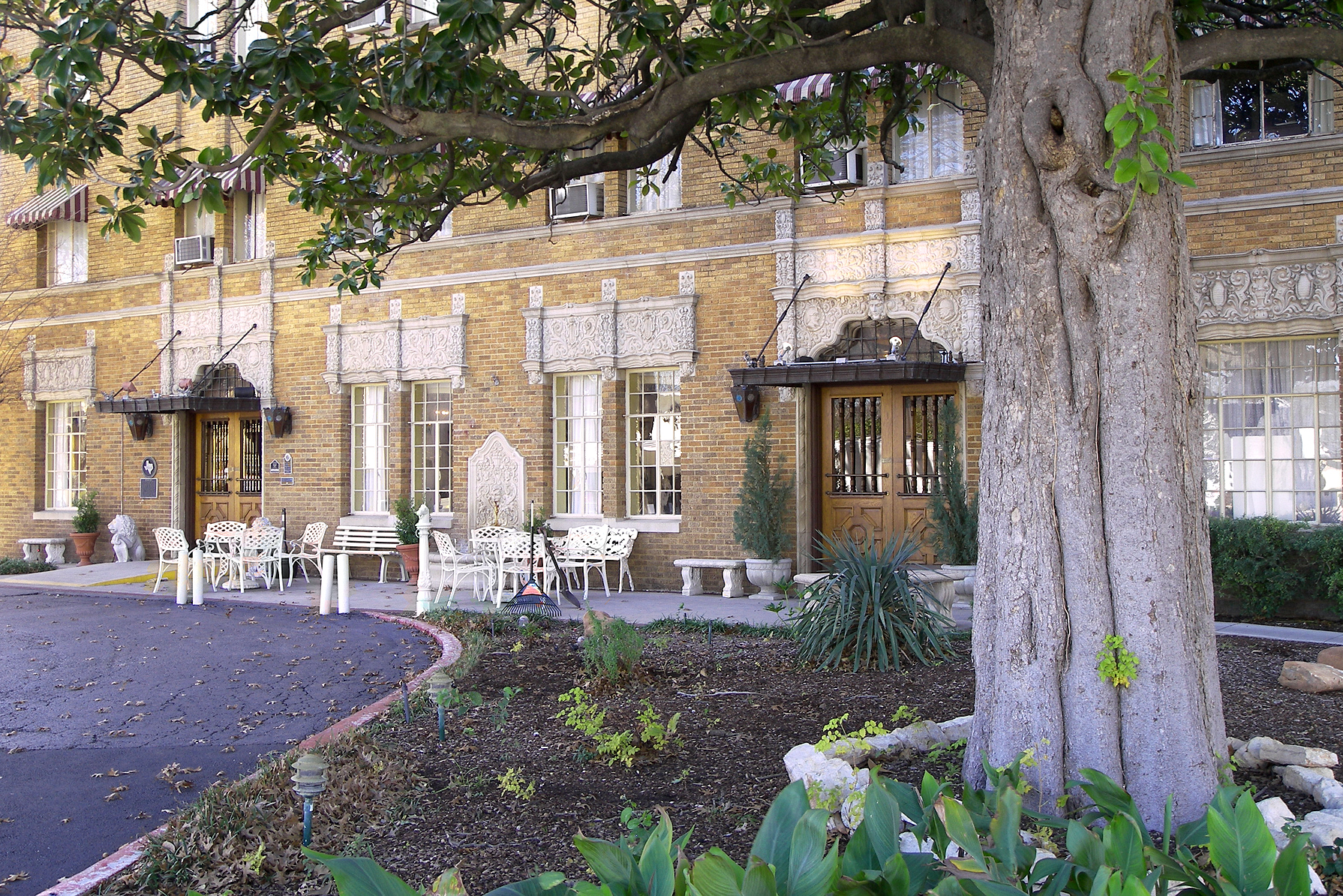
ホテル・ファウスト、1929年建設、ウォールストリート株式市場大暴落の2週間前だった
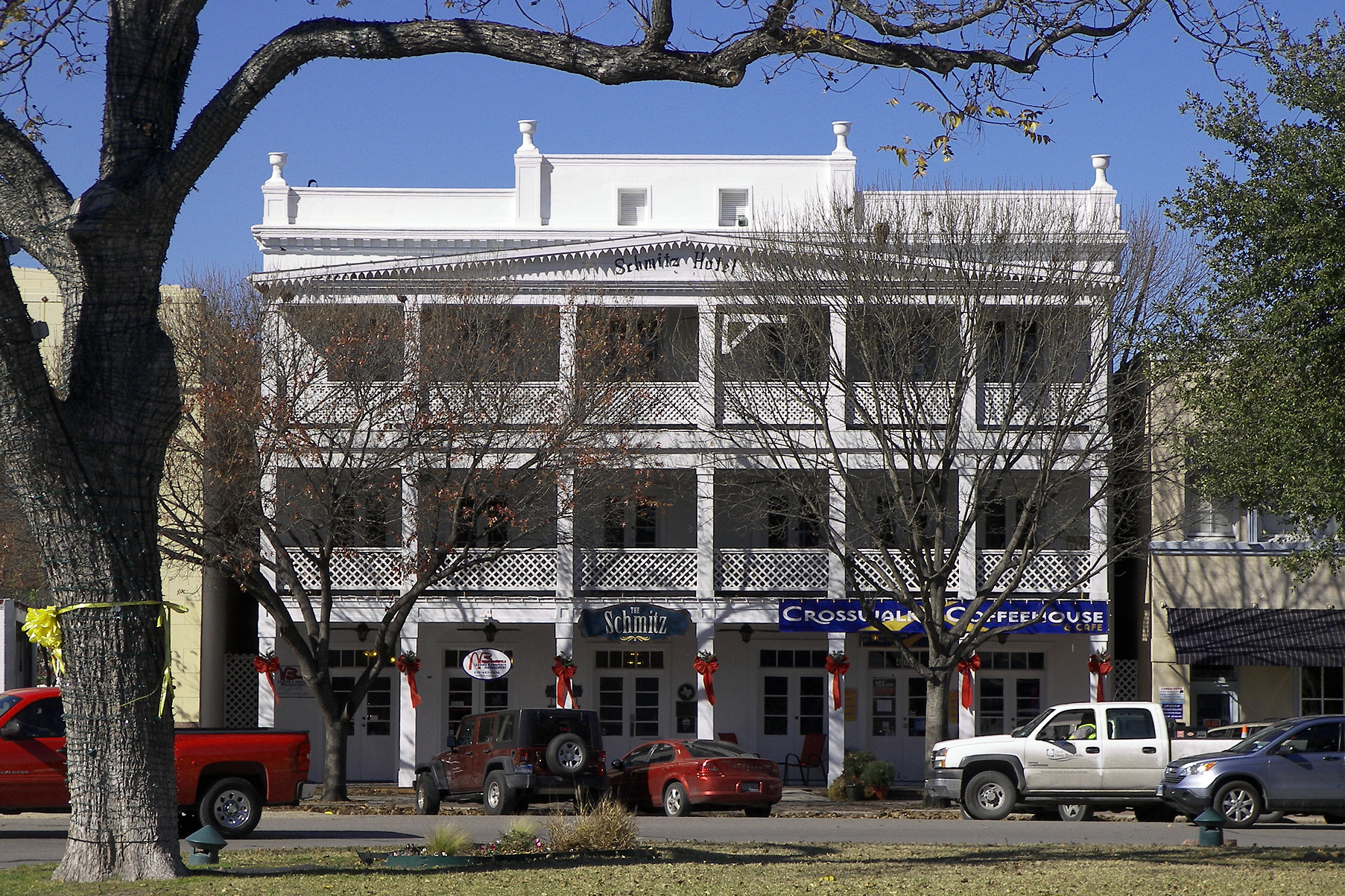
グアダルーペ・ホテル、シュミッツとも呼ばれる、1851年建設、1873年まで度々改装された
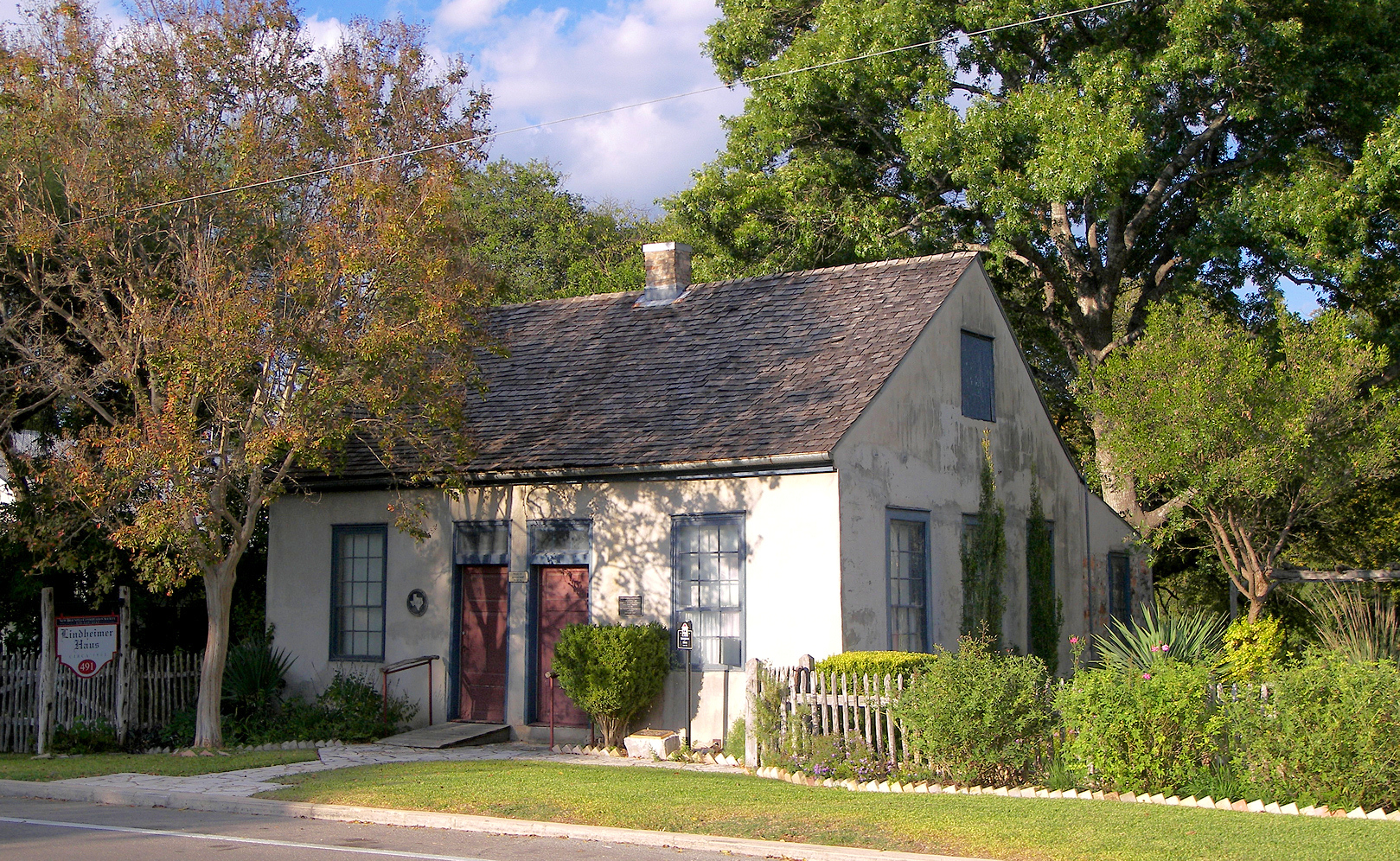
リントハイマー邸、1852年建設、現在はニューブローンフェルズ保存協会が運営
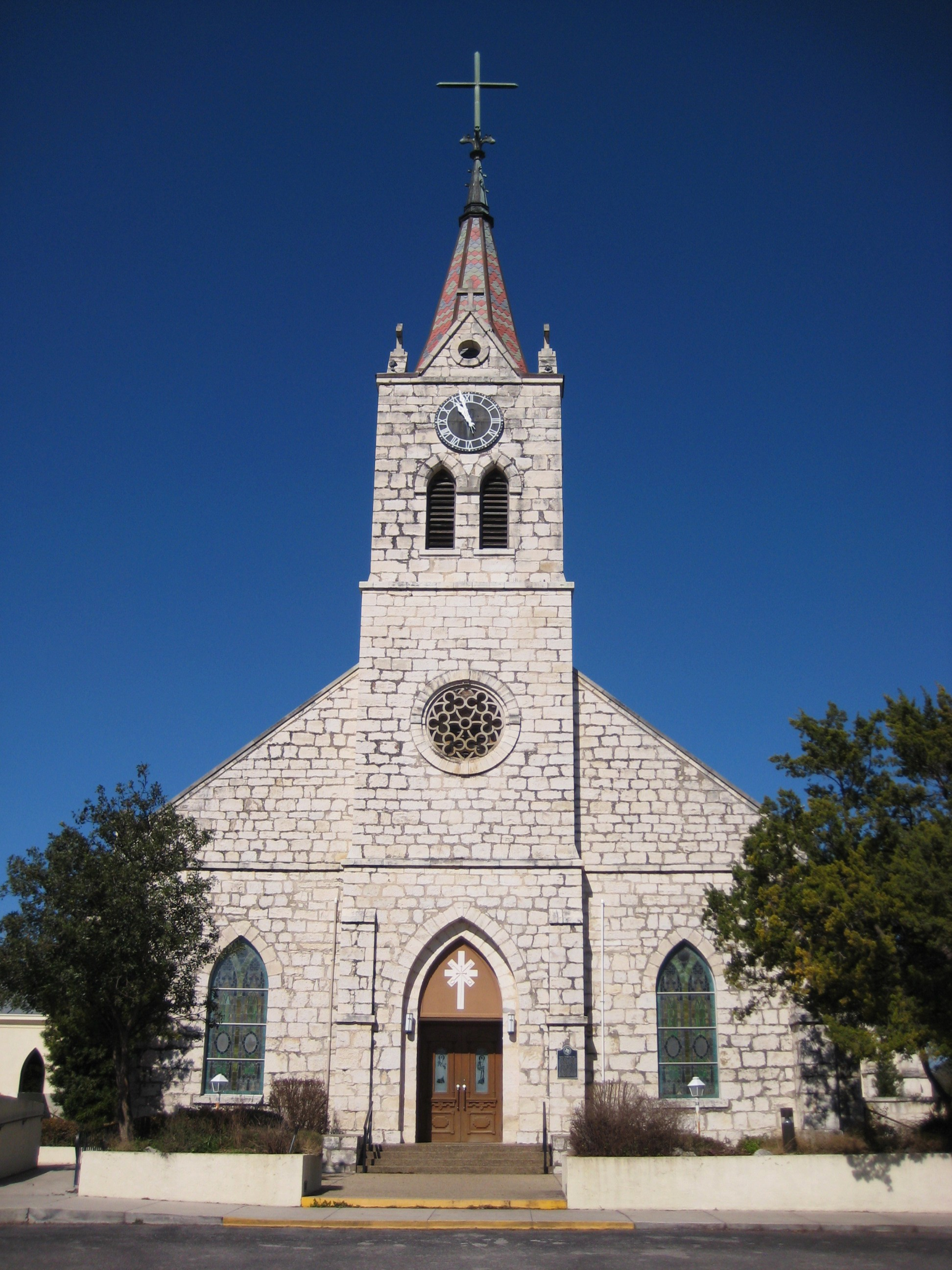
聖ペトロ聖パウロ・カトリック教会、1871年完成、その後拡張
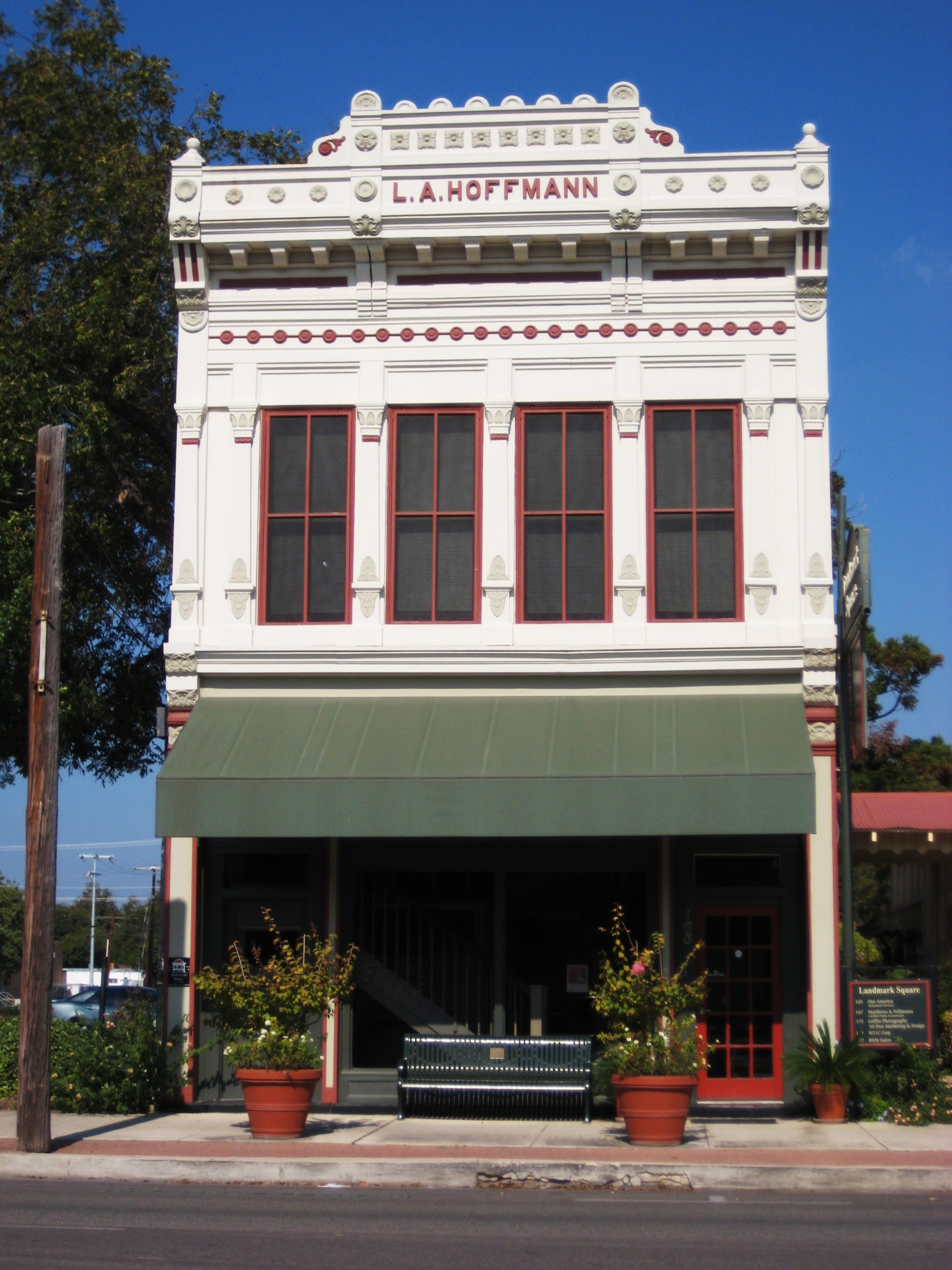
L・A・ホフマン・ビル
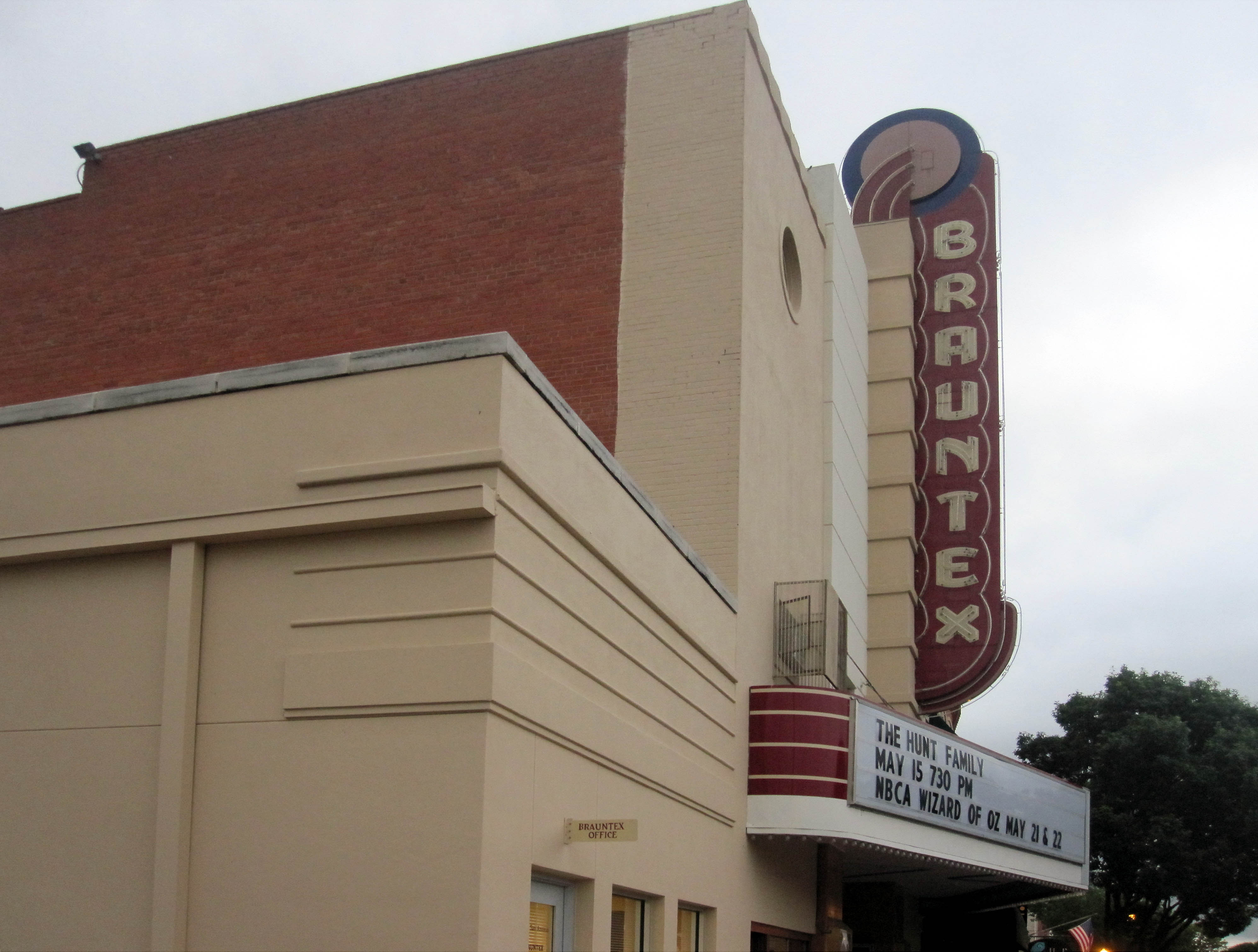
ブローンテックス劇場、元映画館、現在は中心街の芸能公演場
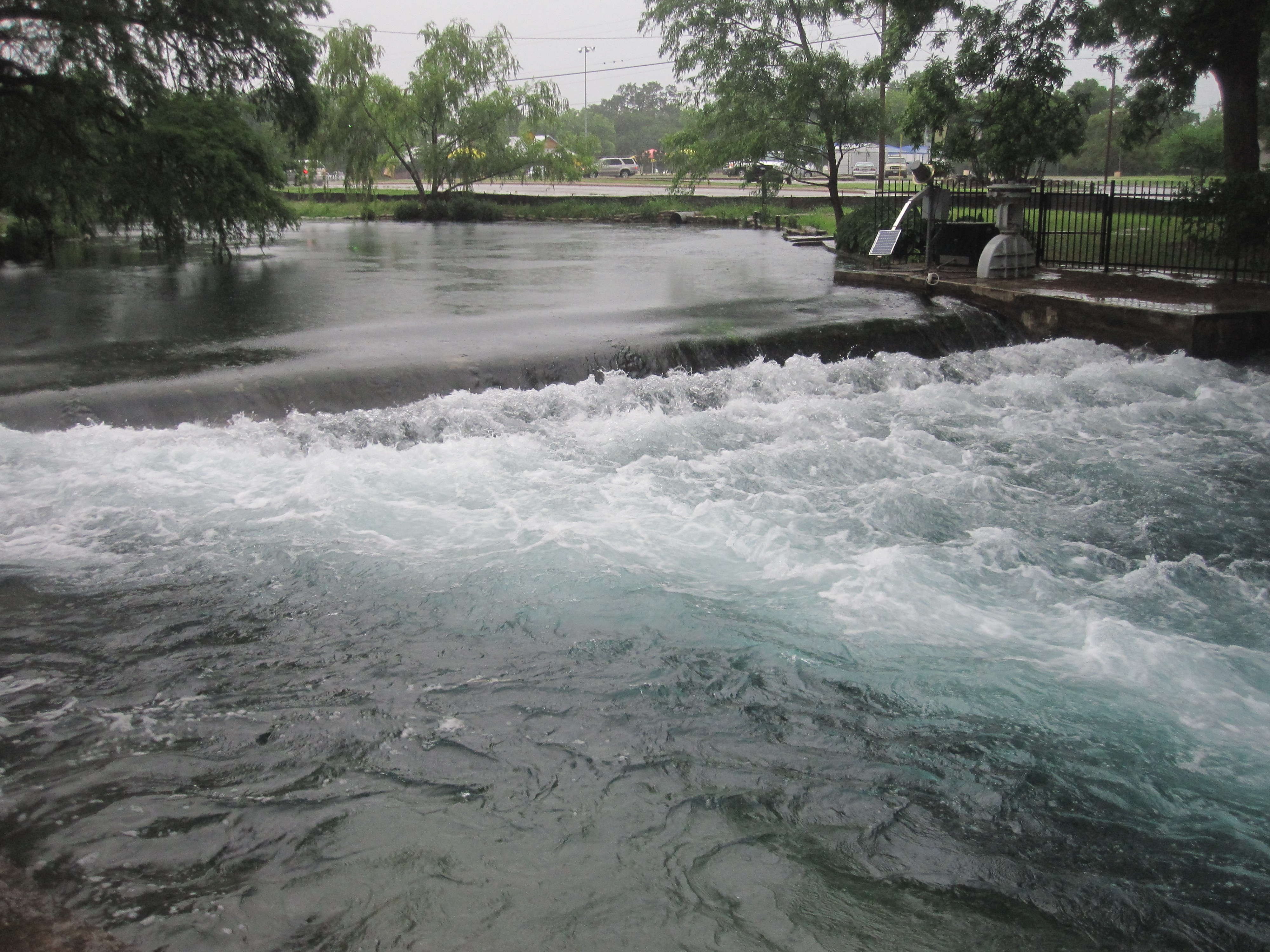
ランダ公園の短いコマール川
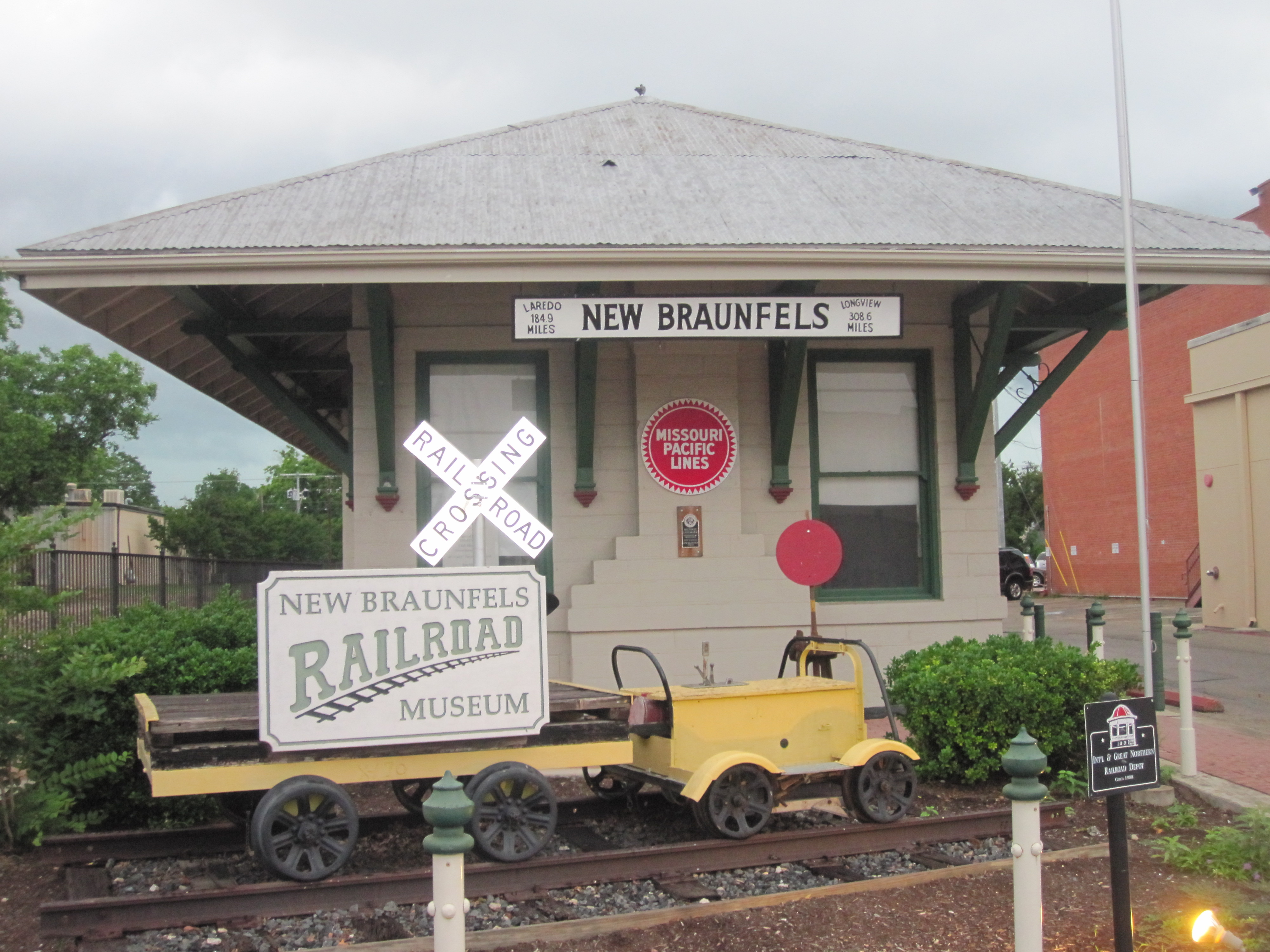
鉄道博物館、ブローンテックス劇場に隣接する
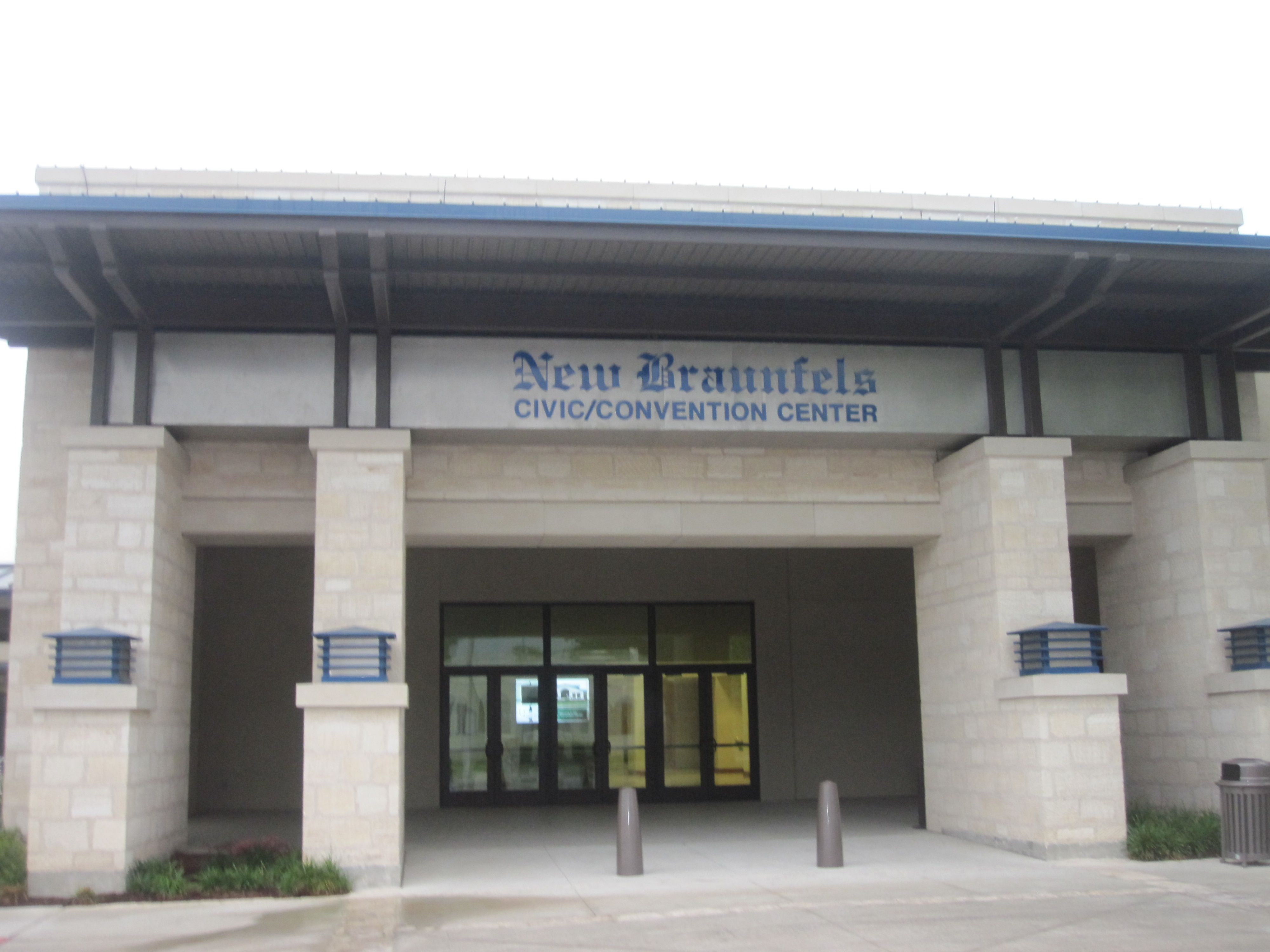
市民会議センター、商工会議所に隣接する
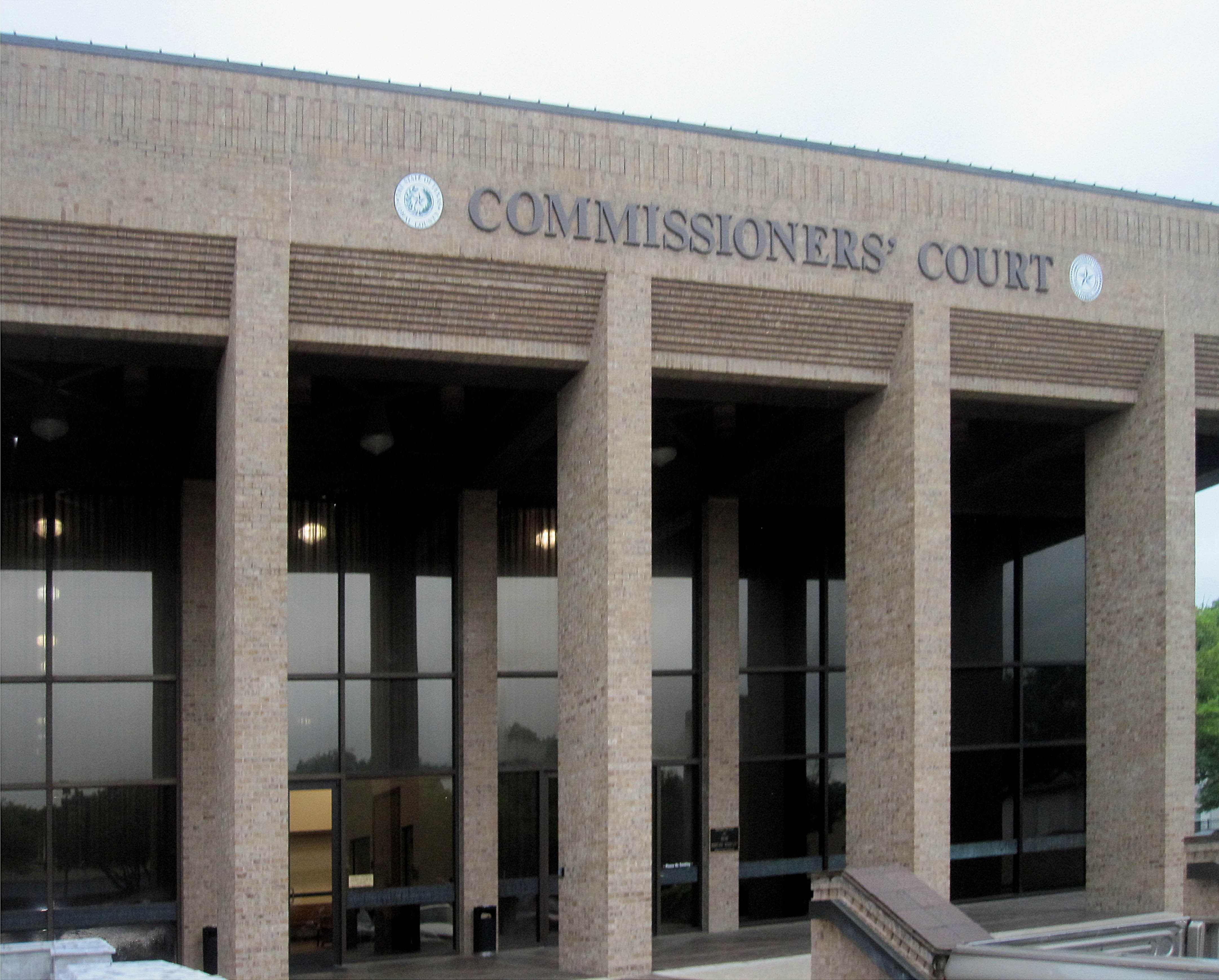
郡庁舎右手の建物、中心街にある開拓者の壁画
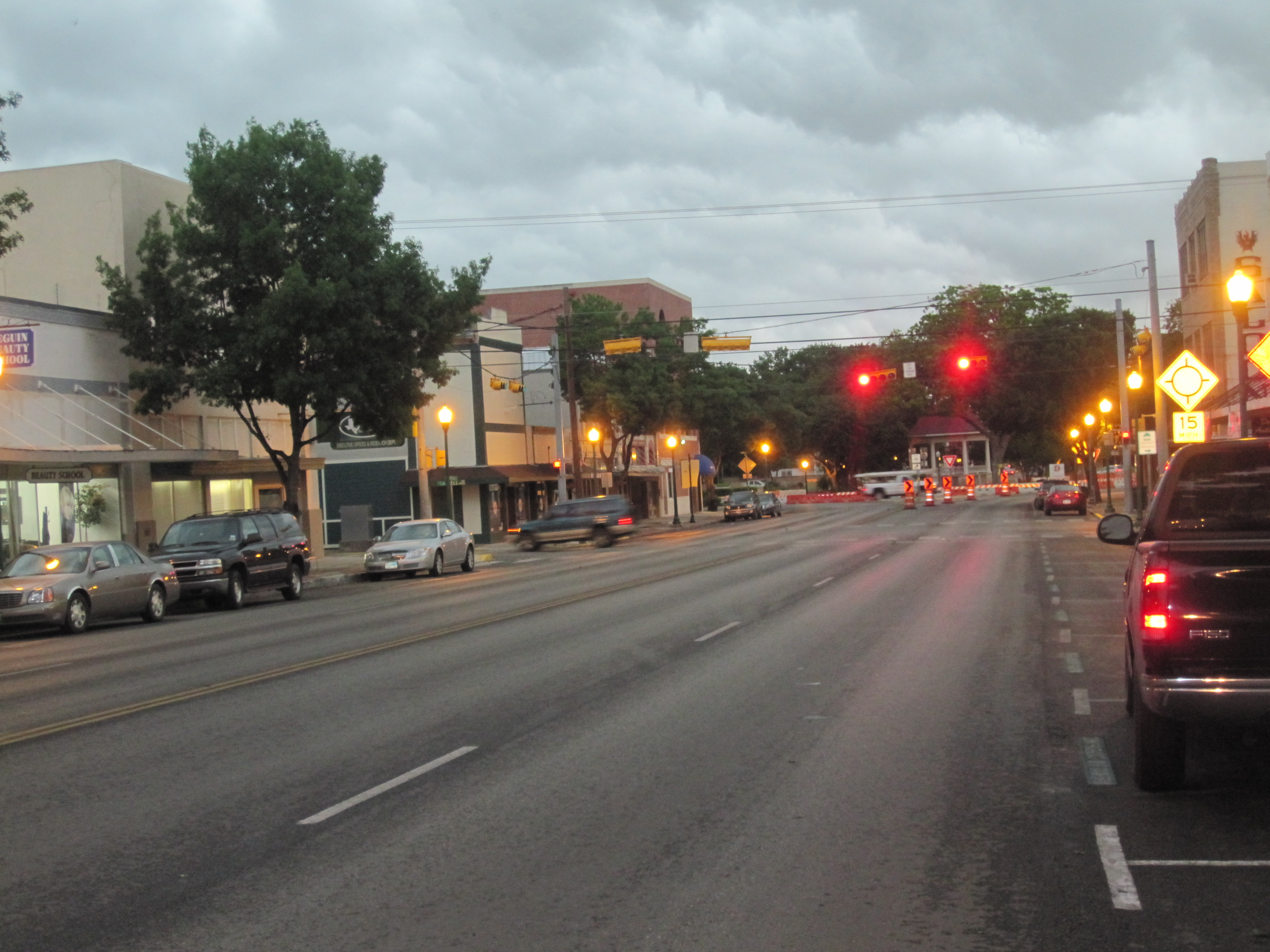
雨の朝の中心街、2010年5月14日
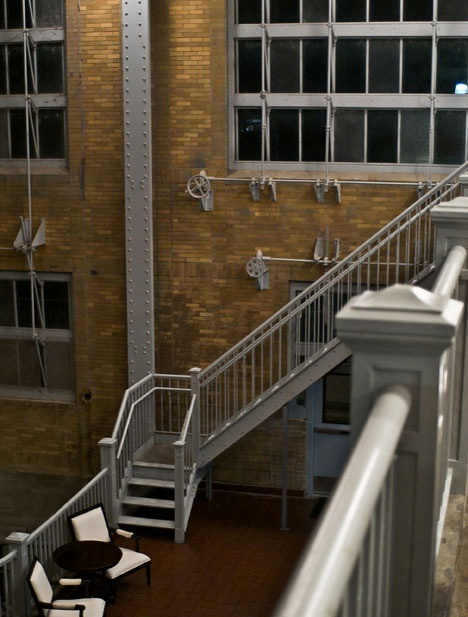
改修されたLCRA発電所内部
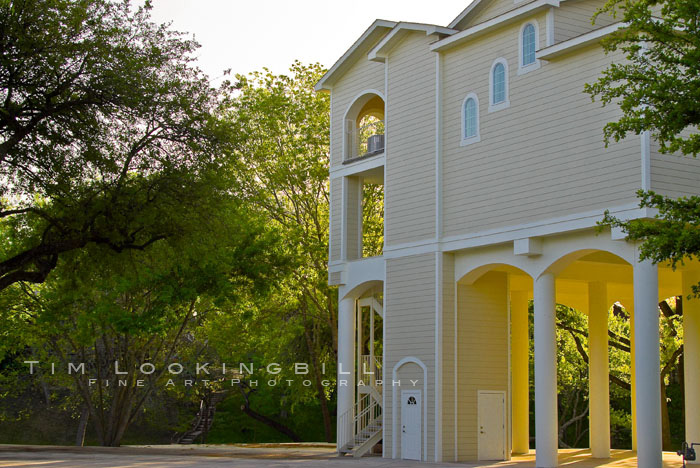
コマール川沿いの新しい豪華な家屋
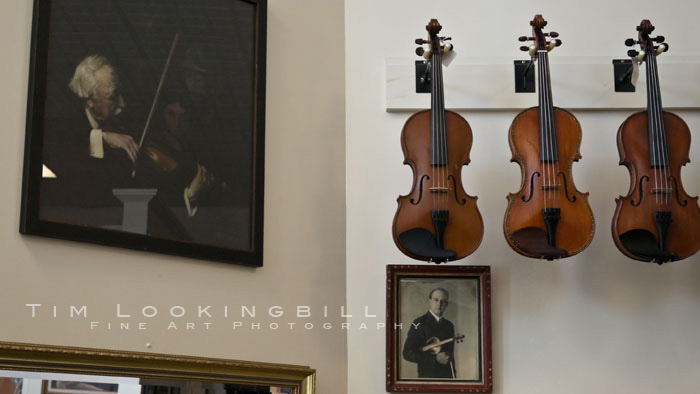
ダックワース・バイオリン店
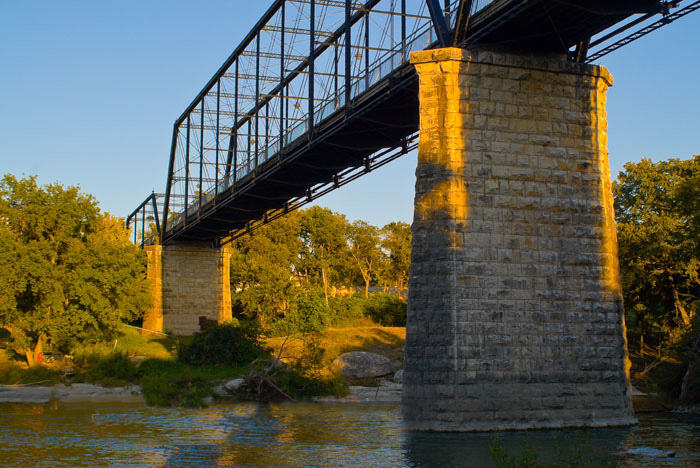
グアダルーペ川に架かるファウスト通り歩道橋
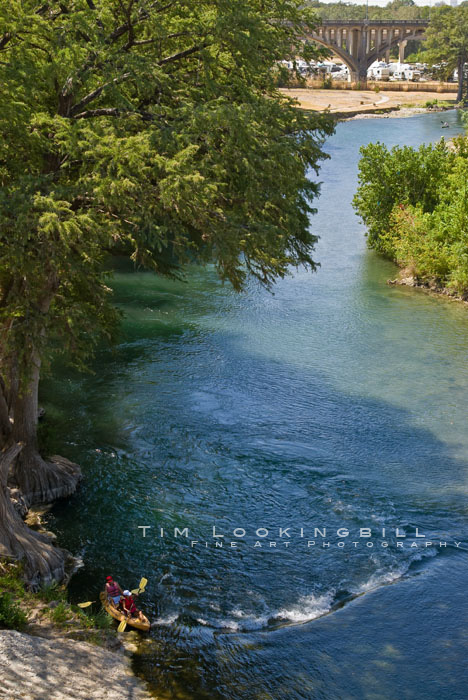
グアダルーペ川のカヌー
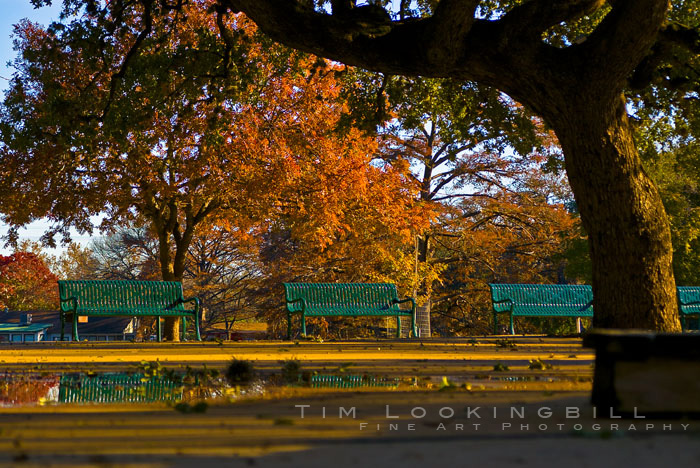
ランダ公園ダンス・スラブ、秋の夕方
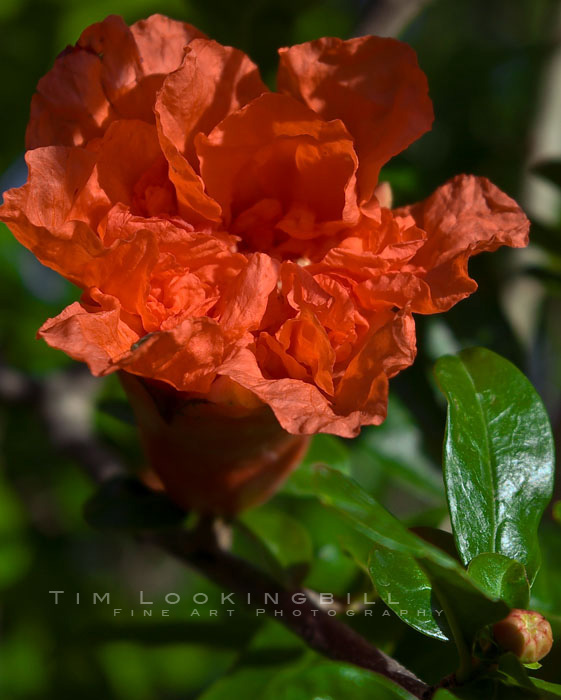
ランダ公園のザクロの花
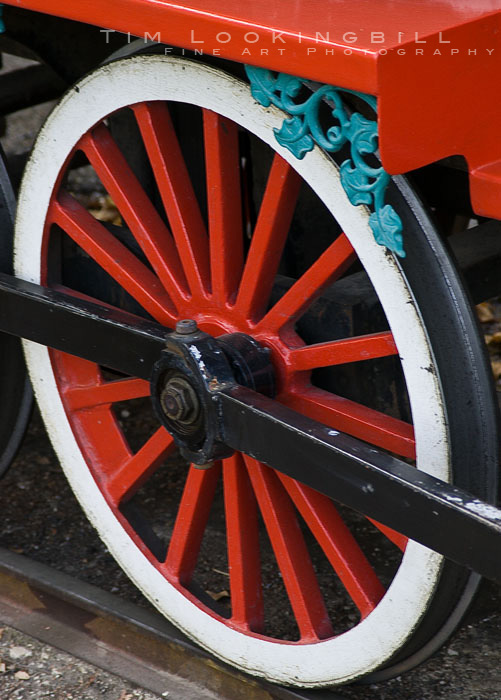
ランダ公園の列車の車輪
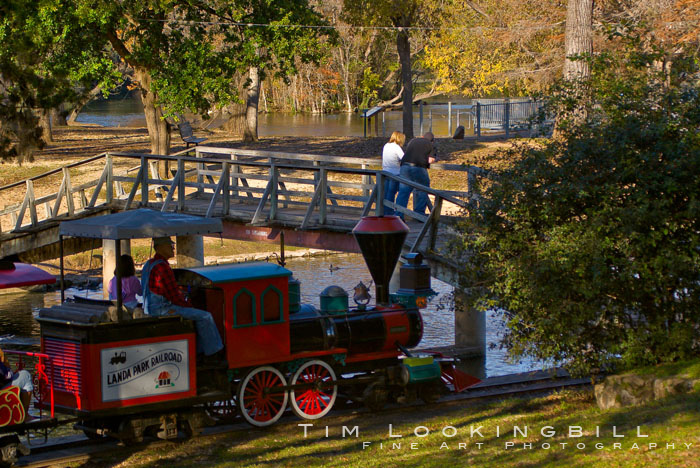
ランダ公園の列車と歩道橋
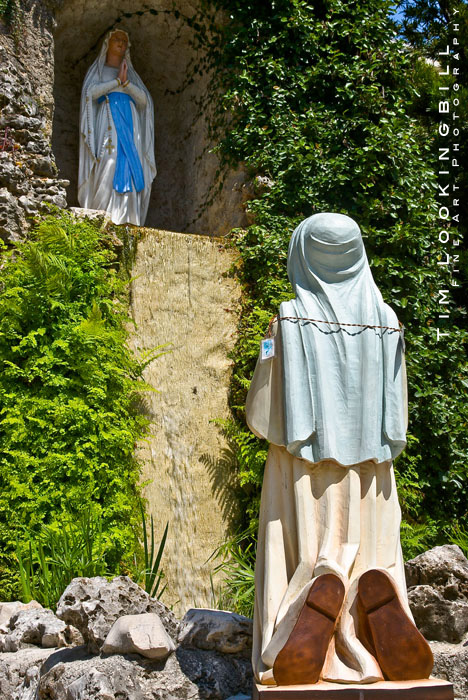
聖ペトロ聖パウロ・カトリック教会に設けられたルルド
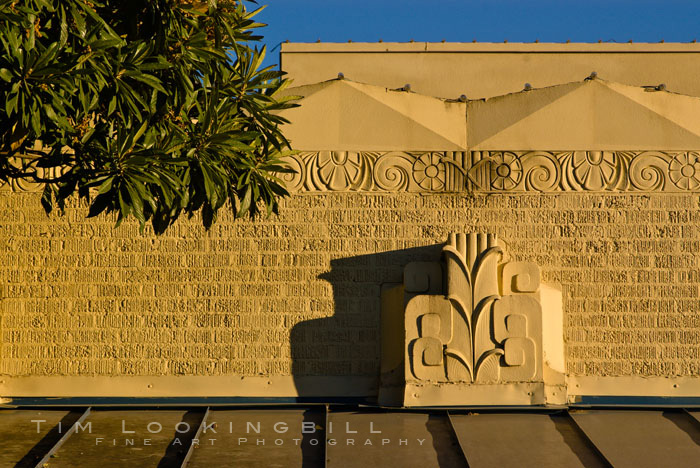
ユーティリティオフィス外部の石組み
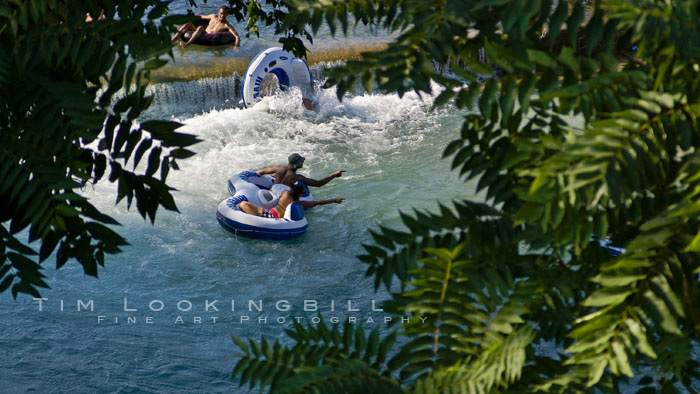
コマール川スティンキー滝のチュービング、プリンス・ゾルムス公園近く
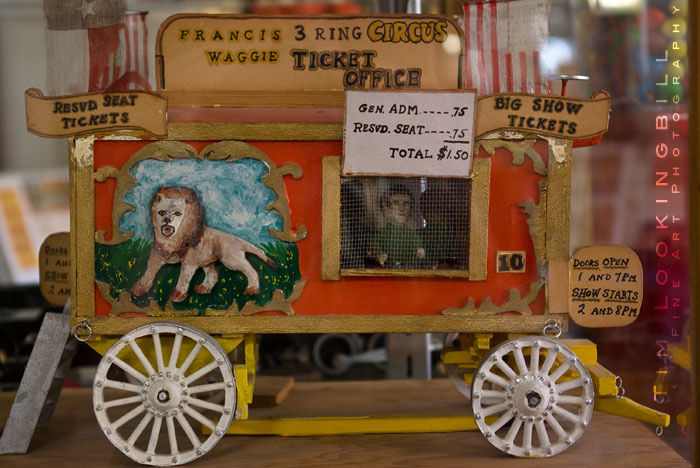
バーゲンフューア、手彫りサーカス・ミニチュアの展示